# Earl of Dundee

Wappen der Earls of Dundee

Earl of Dundee ist ein erblicher britischer Adelstitel in der Peerage of Scotland. Der Titel ist nach der schottischen Stadt Dundee benannt.

## Verleihung und nachgeordnete Titel
Der Titel wurde im September 1660 für John Scrymgeour, 3. Viscount of Dudhope geschaffen. Bereits 1644 hatte er von seinem Vater die Titel Viscount of Dudhope und Lord Scrimgeour geerbt, die dessen Vater am 15. November 1641 verliehen worden waren. Alle genannten Titel gehören zur Peerage of Scotland. Ebenso erbte er die erblichen Würden Royal Standard Bearer of Scotland (heute: Bearer of the Royal Banner) und Constable of Dundee.
Beim Tod des ersten Earls 1668 erklärte John Maitland, 1. Duke of Lauderdale, dass dieser keine männlichen Nachkommen habe und ließ seine Ländereien von der Krone einziehen, um sie an  Charles Maitland, 3. Earl of Lauderdale, den jüngeren Bruder des Duke neu zu vergeben. Die Titel ruhten bis 1953, als das Committee for Privileges des House of Lords den Anspruch des ehemaligen Unterhausabgeordneten Henry Scrymgeour-Wedderburn auf die Titel als 11. Earl anerkannte. Er hatte erfolgreich den Beweis geführt, dass der 1. Earl sehr wohl männliche Nachkommen hatte und der Titel in entsprechender Linie ihm zustand.
Dem 11. Earl wurde am 30. Juli 1954 in der Peerage of the United Kingdom der Titel Baron Glassary, of Glassary in the County of Argyll, verliehen, wodurch er einen Sitz im britischen House of Lords erhielt.

## Liste der Viscounts of Dudhope und Earls of Dundee

### Viscounts of Dudhope (1641)
- John Scrymgeour, 1. Viscount of Dudhope († 1643)
- James Scrymgeour, 2. Viscount of Dudhope († 1644)
- John Scrymgeour, 3. Viscount of Dudhope († 1668) (1660 zum Earl of Dundee erhoben, Titel ruhend 1668)

### Earls of Dundee (1660)
- John Scrymgeour, 1. Earl of Dundee († 1668) (Titel ruhend 1668)
  - John Scrymgeour of Kirkton, de jure 2. Earl of Dundee (1628–1698)
  - James Scrymgeour, de jure 3. Earl of Dundee (1664–1699)
  - Dr. Alexander Scrymgeour, de jure 4. Earl of Dundee (1669–1739)
  - David Scrymgeour of Birkhill, de jure 5. Earl of Dundee (1702–1772)
  - Alexander Scrymgeour-Wedderburn, de jure 6. Earl of Dundee (1742–1811)
  - Henry Scrymgeour-Wedderburn, de jure 7. Earl of Dundee (1755–1841)
  - Frederick Lewis Scrymgeour-Wedderburn, de jure 8. Earl of Dundee (1808–1874)
  - Henry Scrymgeour-Wedderburn, de jure 9. Earl of Dundee (1840–1914)
  - Henry Scrymgeour-Wedderburn, de jure 10. Earl of Dundee (1872–1924)
- Henry Scrymgeour-Wedderburn, 11. Earl of Dundee (1902–1983) (Titel wiederhergestellt 1953)
- Alexander Scrymgeour, 12. Earl of Dundee (* 1949)

Voraussichtlicher Titelerbe (Heir apparent) ist der Sohn des aktuellen Titelinhabers, Henry Scrymgeour-Wedderburn, 15. Lord Scrymgeour (* 1982).